# Czesław Młot-Fijałkowski
Czesław Młot-Fijałkowski, poljski general, * 1892, † 1944.